# Lingua sami di Lule
La lingua sami di Lule è una lingua sami parlata in Norvegia e Svezia.

## Distribuzione geografica
Secondo l'edizione 2009 di Ethnologue, nel 1995 si contavano 1500 locutori in Svezia, stanziati principalmente a Gällivare e Jokkmokk lungo il fiume Lule, nella Lapponia svedese, e altri 500 in Norvegia, in alcune località del Nordland, tra cui Hamarøy e Tysfjord.

## Classificazione
Fa parte delle lingue sami occidentali.

## Sistema di scrittura
Per la scrittura viene utilizzato l'alfabeto latino.